# Carlinite
La carlinite è un minerale.